# Irbisia nigripes
Irbisia nigripes är en insektsart som beskrevs av Knight 1925. Irbisia nigripes ingår i släktet Irbisia och familjen ängsskinnbaggar. Inga underarter finns listade i Catalogue of Life.